# Bồi Sơn
Bồi Sơn là một xã thuộc huyện Đô Lương, tỉnh Nghệ An, Việt Nam.
Xã Bồi Sơn có diện tích 9,03 km², dân số năm 1999 là 4025 người, mật độ dân số đạt 446 người/km².

## Hành chính
Xã được chia thành 4 xóm: Nhân Bồi, Đồng Tâm, Hiệp Lực, Thắng Lợi.